# Melitaea scotti
Melitaea scotti är en fjärilsart som beskrevs av Higgins 1941. Melitaea scotti ingår i släktet Melitaea och familjen praktfjärilar. Inga underarter finns listade i Catalogue of Life.